# Ateuchus cernyi
Ateuchus cernyi là một loài bọ cánh cứng trong họ Bọ hung (Scarabaeidae).